# バーンバーン郡
座標: 北緯14度22分25秒 東経100度29分8秒 / 北緯14.37361度 東経100.48556度
バーンバーン郡（バーンバーンぐん）はタイ、アユタヤ県の郡（アムプー）の一つ。

## 歴史
郡はもとはクウェーン・セーナーと呼ばれていたがラーマ4世代に北部をクウェーン・セーナーヤイとして、南部はクウェーン・セーナーノーイとして分離した。1898年ダムロンラーチャーヌパープ親王が内務大臣として新地方自治制（テーサーピバーン制）を導入している折りに人口の多いクウェーン・セーナー地域を4郡に分離した。クウェーン・セーナーヤイはセーナーヤイ郡（現パックハイ郡）とセーナークラーン郡（現セーナー郡）に分離し、クウェーン・セーナーノーイはセーナーナイ郡（現バーンバーン郡）とセーナーノーイ郡（現バーンサイ郡）に分離した。セーナーナイ郡の郡庁舎をタムボン・ピーモット（ตำบลผีมด、現タムボンサイノーイ）に創設。1910年郡庁舎を現在のバーンバーン郡ムー5に移転した。その用地はもともと地主キアウ・バーンバーンの土地であったが、郡庁舎建設用地のために寄付し、その功績を讃えて寄付者の氏であるバーンバーンを郡名とすることに決定した。1971年再び郡庁舎を移転し、現在タムボン・マハープラーム、ムー1にある。

## 地理
隣接する郡は北から時計回りにアーントーン県パーモーク郡、アユタヤ県バーンパハン郡、プラナコーンシーアユッタヤー郡、バーンサイ郡、セーナー郡、パックハイ郡。郡北東部をチャオプラヤー川が貫流している。郡内の主要な運河には、バーンバーン運河、バーンルワン（ポーンペーン）運河、マハープラーム運河、バーンプラーモー（マノーラー）運河がある。

## 行政区分
郡内には16のタムボンがあり、さらにその下位に111の村（ムーバーン）がある。2つの自治体（テーサバーン）が設置されており、以下のようになっている。
- テーサバーンタムボン・バーンバーン・・・タムボン・バーンバーン、タムボン・サイノーイ、タムボン・バーンルワンドート、タムボン・バーンハック、タムボン・バーンチャニー、タムボン・バーンクムの全体。
- テーサバーンタムボン・マハープラーム・・・タムボン・ワットヨム、タムボン・サパーンタイ、タムボン・マハープラームの全体。

また、郡内には16のタムボンが設置されている。以下は郡内のタムボンの一覧である。
1. タムボン・バーンバーン・・・ตำบลบางบาล
2. タムボン・ワットヨム・・・ตำบลวัดยม
3. タムボン・サイノーイ・・・ตำบลไทรน้อย
4. タムボン・サパーンタイ・・・ตำบลสะพานไทย
5. タムボン・マハープラーム・・・ตำบลมหาพราหมณ์
6. タムボン・ゴップチャオ・・・ตำบลกบเจา
7. タムボン・バーンクラン・・・ตำบลบ้านคลัง
8. タムボン・プラカーオ・・・ตำบลพระขาว
9. タムボン・ナームタオ・・・ตำบลน้ำเต้า
10. タムボン・ターンチャーン・・・ตำบลทางช้าง
11. タムボン・ワットタクー・・・ตำบลวัดตะกู
12. タムボン・バーンルワン・・・ตำบลบางหลวง
13. タムボン・バーンルワンドート・・・ตำบลบางหลวงโดด
14. タムボン・バーンハック・・・ตำบลบางหัก
15. タムボン・バーンチャニー・・・ตำบลบางชะนี
16. タムボン・バーンクム・・・ตำบลบ้านกุ่ม